# Radius Prawiro
Radius Prawiro (Yogyakarta, 19 september 1928 - München, 26 mei 2005) was een Indonesisch econoom en politicus. Hij bekleedde verscheidene hoge economische en financiële functies tijdens het Nieuwe Orde-regime van president Soeharto.
Al tijdens het presidentschap van Soekarno, en tijdens de transitie naar het regime van Soeharto, bekleedde Radius Prawiro een hoge functie. In de kabinetten Dwikora I en II was hij leidinggevende bij de Financiële Controlecommissie. Tussen 1966 en 1973 was hij vervolgens gouverneur van de Indonesische centrale bank. In de Ontwikkelingskabinetten II en III werd hij minister van handel, in het Ontwikkelingskabinet IV van financiën en uiteindelijk in het Ontwikkelingskabinet V coördinerend minister voor economie en financiën.
Na zijn carrière schreef hij het boek Indonesia's Struggle for Economic Development: Pragmatism in Action.